# فرودگاه منطقه‌ای شمال‌شرقی آیووا
فرودگاه منطقه‌ای شمال‌شرقی آیووا (به انگلیسی: Northeast Iowa Regional Airport) یک فرودگاه همگانی بهره‌برداری هوایی با کد یاتا CCY است که یک باند فرود بتن دارد و طول باند آن ۱۲۲۰ متر است. این فرودگاه در شهر چارلز سیتی، آیووا کشور ایالات متحده آمریکا قرار دارد و در ارتفاع ۳۴۳ متری از سطح دریا واقع شده است.